# سیارک ۲۳۴۰۴
سیارک ۲۳۴۰۴ (به انگلیسی: 23404 Bomans، نامگذاری:1972RG) بیست و سه هزار و چهارصد و چهارمین سیارک کشف شده‌است که در ۱۵ سپتامبر ۱۹۷۲ کشف شد.